# トム・ハミルトン
トーマス・ウィリアム・ハミルトン（Thomas William Hamilton 1951年12月31日 - ）は、アメリカのロックバンド・エアロスミスのベーシストである。
1951年コロラド州コロラドスプリングスに生まれた。12歳の時にギターを始めたが、14歳でローカルバンドに参加した際、いなかったベースに転向した。その後、ジョー・ペリーやデビッド・スコットと出会い、バンドを何度も変えながら組むようになった。ニューハンプシャー州で出会ったスティーヴン・タイラーが加わり、ボストンへ移る。しばらくしてスコットが脱退し、タイラーがドラマーとなった。ハミルトンのベース、ペリーのギター、タイラーのドラム及びボーカルで活動したが、その後レイモンド・タバーノ、さらにはジョーイ・クレイマーがドラマーとして加わり、タイラーはボーカルに専念するようになった。その後、タバーノの代わりにブラッド・ウィットフォードが加入し、エアロスミスが誕生した。
2006年8月、喉頭癌であることを告白、7週間に渡る放射線治療、化学療法を受けたことを公表し、その年のツアーに参加することができなくなり、ジョー・ペリー・プロジェクトの一員であるデビッド・ハルが代役を務めた。同年9月にボストンで行われたプライベートショーに姿を現し、12月3日にニューヨークのビーコン・シアターで行われた公演で復帰した。その後、再度手術を受けるためツアーをキャンセルし、ハルが代役を務めた。また2009年には、足の怪我で同様の交代が行われた。
2011年には癌が再発し、喉と舌の癌を取り除くためレーザー手術を受けた。Ksat.comによると、レーザー手術により舌根から癌を取り除こうとする治療法は珍しく、話すことができなくなる可能性もあったが、手術は声帯や気道を痛めることなく無事に成功。ハミルトンは、「意識を取り戻して、すぐに声を出してみたけど、いつものように出た」と話していた。その後、無事バンドに復帰した。